# باوكسيت (أركنساس)
باوكسيت (بالإنجليزية: Bauxite town, Arkansas)‏ هي بلدة تقع بولاية أركنساس في الولايات المتحدة. تبلغ مساحتها 8.10 كم2، وترتفع عن سطح البحر 104.8512 م، بلغ عدد سكانها 487 نسمة في عام 2010 حسب إحصاء مكتب تعداد الولايات المتحدة وتصل الكثافة السكانية فيها 60.1 نسمة لكل كيلومتر مربع (155.7/ميل2).

## التركيبة السكانية
حدّد مكتب تعداد الولايات المتحدة بيانات التركيبة السكانية لباوكسيت في تعداد الولايات المتحدة. في ما يلي، التركيبة السكانية حسب تعدادي 2000 و2010.

### تعداد عام 2000
بلغ عدد سكان باوكسيت 432 نسمة بحسب تعداد عام 2000، وبلغ عدد الأسر 161 أسرة وعدد العائلات 128 عائلة مقيمة في البلدة. في حين سجلت الكثافة السكانية 53.3 نسمة لكل كيلومتر مربع (138.0/ميل2). وبلغ عدد الوحدات السكنية 171 وحدة بمتوسط كثافة قدره 21.1 لكل كيلومتر مربع (54.6/ميل2).
وتوزع التركيب العرقي للبلدة بنسبة 97.45% من البيض و0.69% من الأمريكيين الأصليين و0.23% من الأمريكيين ذوي الأصول الآسيوية و1.62% من عرقين مختلطين أو أكثر و2.31% من الهسبانيون أو اللاتينيون من أي عرق.
بلغ عدد الأسر 161 أسرة كانت نسبة 40.4% منها لديها أطفال تحت سن الثامنة عشر تعيش معهم، وبلغت نسبة الأزواج القاطنين مع بعضهم البعض 62.1% من أصل المجموع الكلي للأسر، ونسبة 14.3% من الأسر كان لديها معيلات من الإناث دون وجود شريك، بينما كانت نسبة 3.1% من الأسر لديها معيلون من الذكور دون وجود شريكة وكانت نسبة 20.5% من غير العائلات. تألفت نسبة 17.4% من أصل جميع الأسر من عدة أفراد يعيشون في نفس المنزل ونسبة 10.6% كانت تتألف من شخص يعيش بمفرده يبلغ من العمر 65 عاماً أو أكثر. وبلغ متوسط حجم الأسرة المعيشية 2.68، أما متوسط حجم العائلات فبلغ 3.05.
بلغ العمر الوسطي للسكان 36.8 عاماً. وكانت نسبة 25.9% من القاطنين تحت سن الثامنة عشر، وكانت نسبة 7.6% بين الثامنة عشر والرابعة والعشرين عاماً، ونسبة 29.2% كانت واقعةً في الفئة العمرية ما بين الخامسة والعشرين والرابعة والأربعين عاماً، ونسبة 24.8% كانت ما بين الخامسة والأربعين والرابعة والستين، ونسبة 12.5% كانت ضمن فئة الخامسة والستين عاماً فما فوق. يوجد لكل 100 أنثى 94.6 ذكر، ويوجد لكل 100 أنثى في الثامنة عشر من عمرها فما فوق 92.8 ذكر.
بلغ متوسط دخل الأسرة في البلدة 35,347 دولارًا، أما متوسط دخل العائلة فبلغ 37,153 دولارًا. وكان متوسط دخل الذكور 28,500 دولارًا مقابل 24,167 دولارًا للإناث. وسجل دخل الفرد الخاص بالبلدة 14,406 دولارًا. وكانت نسبة 8.5% من العائلات ونسبة 11% من السكان تحت خط الفقر، وكان من هؤلاء نسبة 15.4% تحت سن الثامنة عشر ونسبة 11.3% في الخامسة والستين من العمر وما فوق.

### تعداد عام 2010
بلغ عدد سكان باوكسيت 487 نسمة بحسب تعداد عام 2010، وبلغ عدد الأسر 198 أسرة وعدد العائلات 142 عائلة مقيمة في البلدة. في حين سجلت الكثافة السكانية 60.1 نسمة لكل كيلومتر مربع (155.7/ميل2). وبلغ عدد الوحدات السكنية 215 وحدة بمتوسط كثافة قدره 26.5 لكل كيلومتر مربع (68.6/ميل2).
وتوزع التركيب العرقي للبلدة بنسبة 94.87% من البيض و1.85% من الأمريكيين الأفارقة و1.44% من الأمريكيين الأصليين و1.44% من الأعراق الأخرى و0.41% من عرقين مختلطين أو أكثر و2.05% من الهسبانيون أو اللاتينيون من أي عرق.
بلغ عدد الأسر 198 أسرة كانت نسبة 31.3% منها لديها أطفال تحت سن الثامنة عشر تعيش معهم، وبلغت نسبة الأزواج القاطنين مع بعضهم البعض 52% من أصل المجموع الكلي للأسر، ونسبة 13.6% من الأسر كان لديها معيلات من الإناث دون وجود شريك، بينما كانت نسبة 6.1% من الأسر لديها معيلون من الذكور دون وجود شريكة وكانت نسبة 28.3% من غير العائلات. تألفت نسبة 24.2% من أصل جميع الأسر من عدة أفراد يعيشون في نفس المنزل ونسبة 10.1% كانت تتألف من شخص يعيش بمفرده يبلغ من العمر 65 عاماً أو أكثر. وبلغ متوسط حجم الأسرة المعيشية 2.46، أما متوسط حجم العائلات فبلغ 2.91.
بلغ العمر الوسطي للسكان 38.1 عاماً. وكانت نسبة 22% من القاطنين تحت سن الثامنة عشر، وكانت نسبة 9% بين الثامنة عشر والرابعة والعشرين عاماً، ونسبة 26.7% كانت واقعةً في الفئة العمرية ما بين الخامسة والعشرين والرابعة والأربعين عاماً، ونسبة 29.2% كانت ما بين الخامسة والأربعين والرابعة والستين، ونسبة 13.1% كانت ضمن فئة الخامسة والستين عاماً فما فوق. وتوزع التركيب الجنسي للسكان بنسبة 49.9% ذكور و50.1% إناث.